# かれんスタイル
『かれんスタイル』は、NHKラジオ第1放送が2011年10月6日から2019年3月28日まで放送されていた、桐島かれんがパーソナリティを務めるトーク番組である。

## 概要
2010年度まで放送された「わが人生に乾杯!」に代えて、NHKプロ野球のシーズンオフとなる年度下半期・毎週木曜の20時05分ごろから21時30分ごろに生放送される。
主に30 - 40代のヤングミセスを対象として、毎回様々な分野で活躍する著名人へのインタビューを中心に、桐島、松浦弥太郎が日々の生活の中で感じた出来事・考えなどを自由に話すなど「ありふれた日々の生活の中にある幸せ」を求める番組というコンセプトを持つ。番組は基本的には松浦が進行役を務めており、桐島が休みの日にはゲストパーソナリティーを迎えて放送する事がある。